# Амбой (Калифорния)
А́мбой иногда Э́мбой (англ. Amboy) — невключённая территория в округе Сан-Бернардино, штат Калифорния, США.

## География
Амбой находится в пустыне Мохаве на территории так называемой Внутренней Империи. С севера посёлок окружают Гранитные горы. Через Амбой проходит знаменитое Шоссе 66.

## История
Поселение на этом месте было основано в 1858 году, статус города (town) получило в 1883 году — зачастую именно эта дата считается годом появления населённого пункта. Основателем посёлка считается инженер атлантико-тихоокеанской железной дороги Льюис Кингман, который начал создавать подобные населённые пункты — железнодорожные станции — в алфавитном порядке через пустыню Мохаве: как несложно догадаться, Амбой был первым в этом списке.
В 1926 году через городок прошло Шоссе 66, что привело к заметному росту населения. Великая депрессия (1929—1933) и последовавшая вскоре Вторая мировая война (1939—1945) сильно снизили поток туристов, и Амбой стал переживать трудные времена, его экономика едва держалась на плаву.
С 1938 года городком владел Рой Краул (ум. 1977) (именем которого и названа главная местная достопримечательность) вместе со своей женой Велмой. В 1940-х годах их дочь Бетти (ум. в 1970-х) вышла замуж за Германа «Бастера» Бёрриса (1908—2000), который тоже стал совладельцем поселения. Совместно они развили бизнес: выстроили гостиницу и перешли на круглосуточный режим работы. После окончания войны дела пошли в гору, поток туристов настолько увеличился, что Рой даже разместил рекламу вне Калифорнии для привлечения работников.
Однако городок всё-таки пришёл в упадок с 1973 года, когда было открыто шоссе I-40 в обход Амбоя. В 1995 году Бёррис продал свой бизнес, переехал в близлежащий Туэнтинайн-Палмс, где и скончался пять лет спустя. Новыми хозяевами городка стали Уолт Уилсон и Тим Уайт, которые использовали его в основном для фото на открытки и предоставления натуры для съёмок кинокомпаниям. В 1999 году была закрыта работавшая здесь школа. В 2000 году новой хозяйкой стала вдова (вторая жена, Бесси) Бастера Бёрриса, но и она продала в 2005 году Амбой Альберту Окуре, владельцу сети ресторанов англ. Juan Pollo, за 425 тысяч долларов и обещание привести поселение в порядок и возобновить работу «Кафе и мотеля Роя». Действительно, в 2008 году заведение Роя снова открыло свои двери.

## Демография
В 1940 году население Амбоя составляло 65 человек. По переписи 2000 года здесь жило 4 человека. Как сообщает номер от августа 2010 года британского журнала «Автомобиль», в это время здесь постоянно проживало 8 человек, все мужчины. Сам посёлок о себе сообщает, что здесь живут 20 человек, но это число считается завышенным в рекламных целях. По состоянию на 2010 год в Амбое сохранилось десять зданий.

## Достопримечательности
- Мотель и кафе Роя[англ.] — кафе, мотель, АЗС и авторемонтная мастерская, построенная в 1938 году (заведение не работало с 1995 по 2008 год).
- Кратер Амбой[англ.] — потухший вулкан возрастом около 80 тысяч лет[2].
- Пересыхающее озеро Бристол[англ.]
- Солёные пруды
- «Башмачное дерево» вида Parkinsonia aculeata, рухнувшее в 2010 году.
- В Амбое была снята значительная часть фильмов «Попутчик» (1986), «Живое зло»[англ.] (2009) и «В темноте»[англ.] (2010). Кроме того здесь регулярно снимаются рекламные ролики, видеоклипы, делаются фото[3] на календари и т. п.

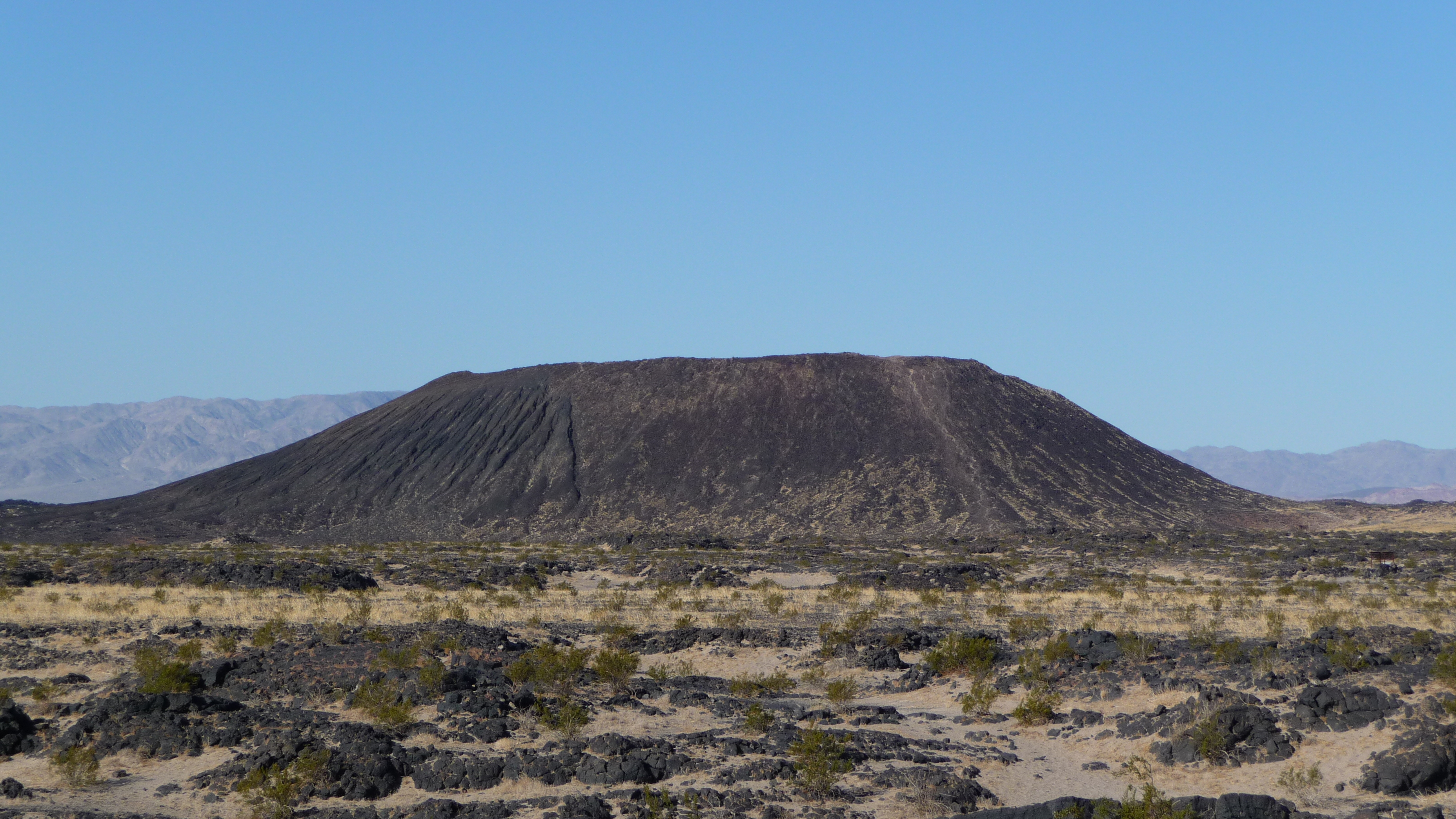
Кратер Амбой[англ.]
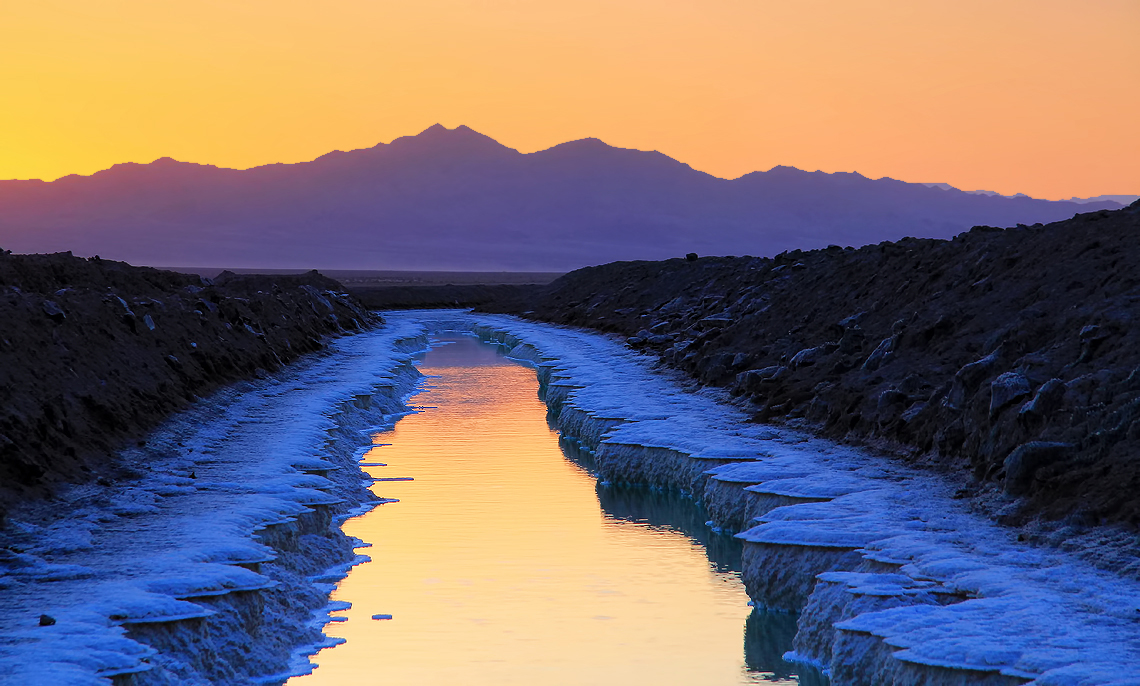
Солёные пруды
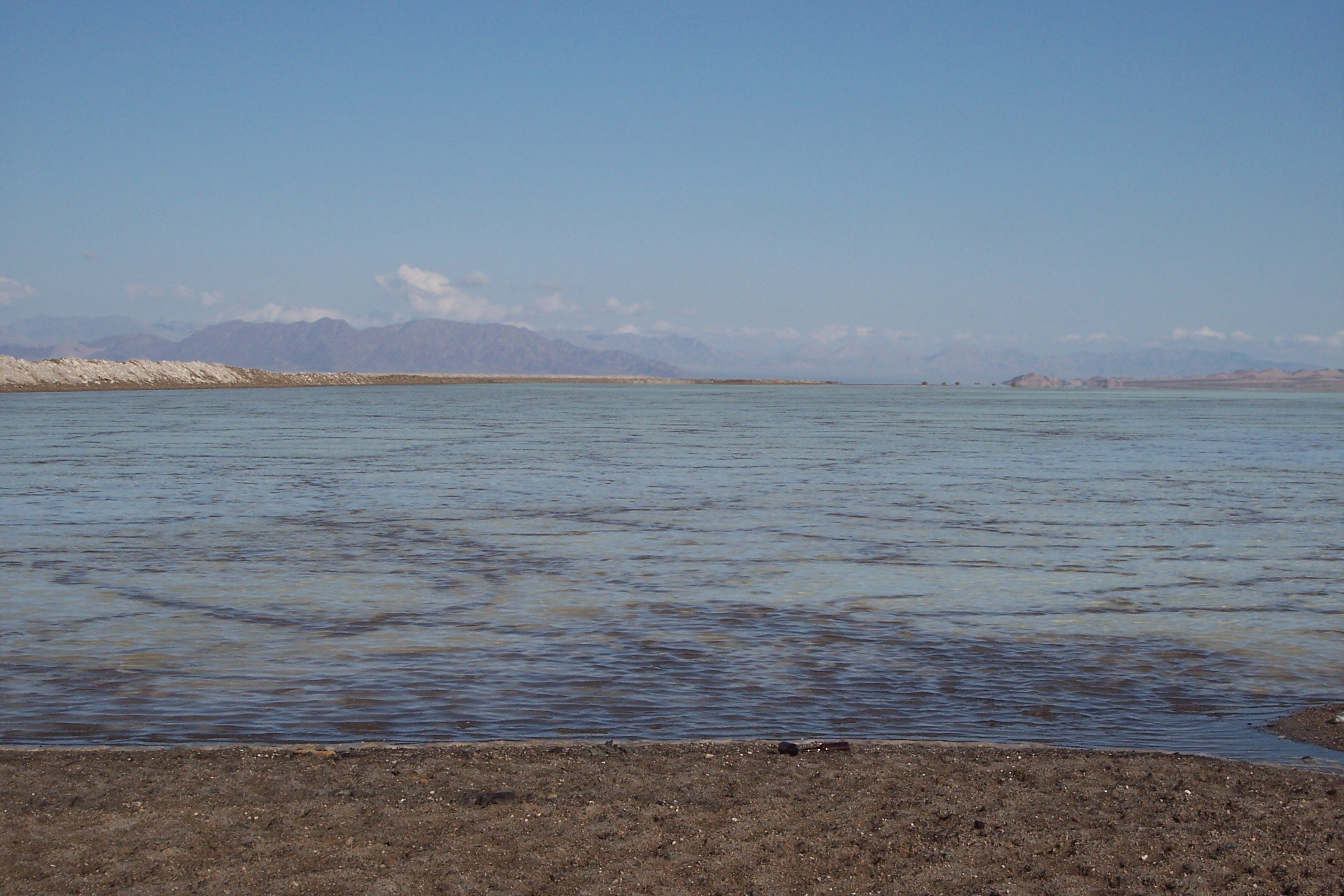
Озеро Бристол[англ.] после ливня
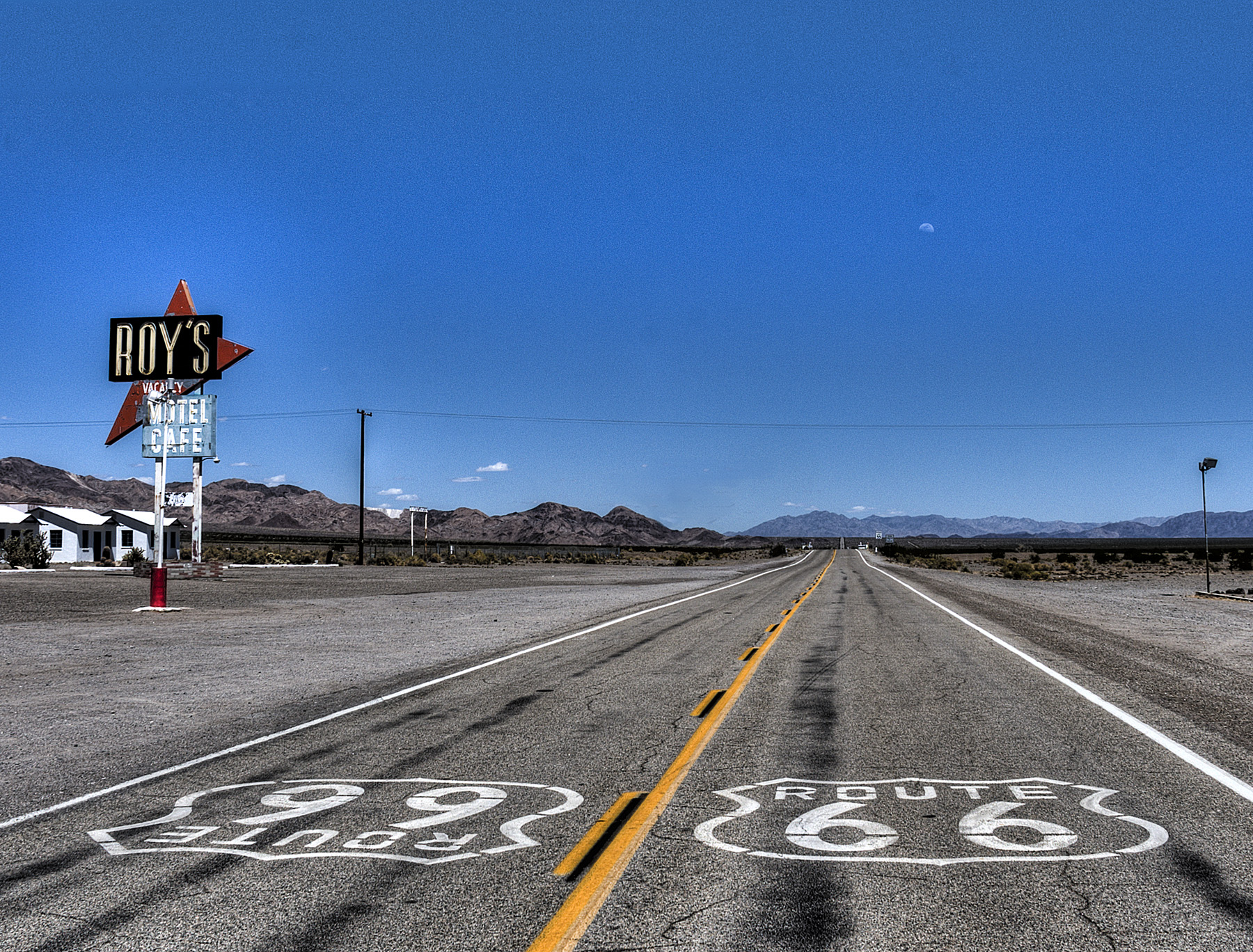
Шоссе 66